# Johann Jakob Scherer
Johann Jakob Scherer (Schönenberg, 10 de novembro de 1825 - Winterthur, 23 de dezembro de 1878) foi um político da Suíça. Ele foi eleito para o Conselho Federal suíço em 12 de julho de 1872 e terminou o mandato a 23 de dezembro de 1878, dia de seu falecimento. ele foi Presidente da Confederação suíça em 1875.

## Carreira política
Em 1854 foi eleito para o Conselho do Cantão de Zurique (legislativo) e em 1866 foi eleito para o Conselho de Governo (Regierungsrat - executivo cantonal), no qual lidou com o departamento militar. Em 1869 ele conseguiu ser eleito para o Conselho Nacional pelo cantão de Zurique. Após a demissão surpresa de Jakob Dubs, a eleição de seu sucessor ao Conselho Federal foi realizado em 12 de Julho de 1872. Scherer conseguiu prevalecer no quarto turno por 91 votos em 147 votos válidos. Pouco depois de sua reeleição em dezembro de 1878, ele adoeceu com apendicite aguda que o levou à morte.
Scherer assumiu a presidência da Confederação em 1872. Durante seu mandato, ocupou sucessivamente os seguintes departamentos:
- Departamento Financeiro (1872);
- Departamento de Finanças e Alfândega (1873);
- Departamento de Ferrovias e Comércio (1873-1874);
- Departamento Político (1875);
- Departamento militar (1876-1878).